# Hyperlopha discontenta
Hyperlopha discontenta là một loài bướm đêm trong họ Noctuidae.